# Kożuchiwka (obwód żytomierski)
Kożuchiwka - wieś na Ukrainie, w rejonie korosteńskim, w obwodzie żytomierskim, w rejonie korosteńskim, w hromadzie Korosteń. W 2001 liczyła 368 mieszkańców.
W miejscowości działa przystanek kolejowy o tej samej nazwie.

## Demografia
Według danych statystycznych z 2001 językiem ukraińskim posługiwało się 98,64% ludności (363 osoby), a rosyjskim 1,36% (5 osób).

## Galeria

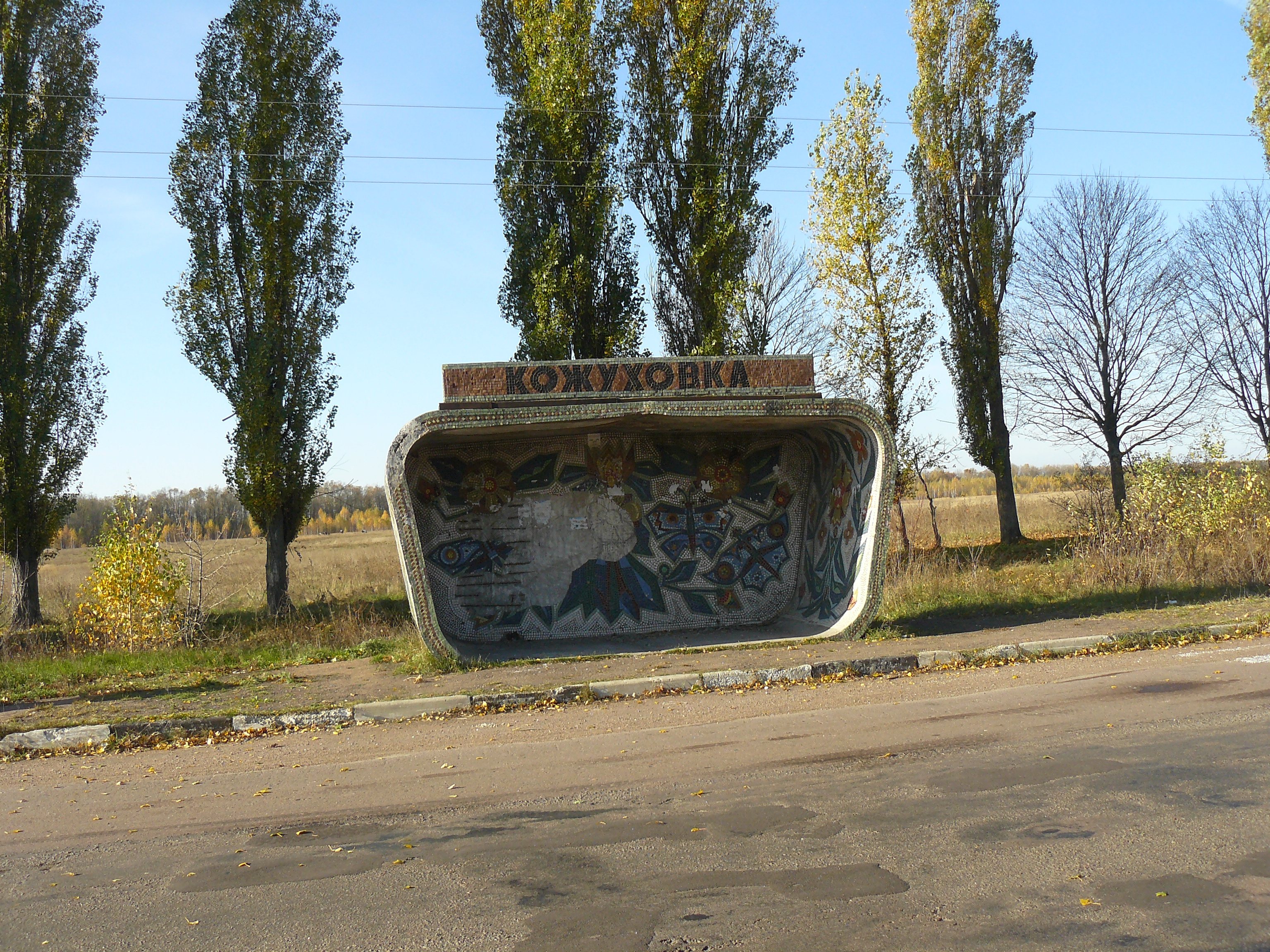
Przystanek autobusowy
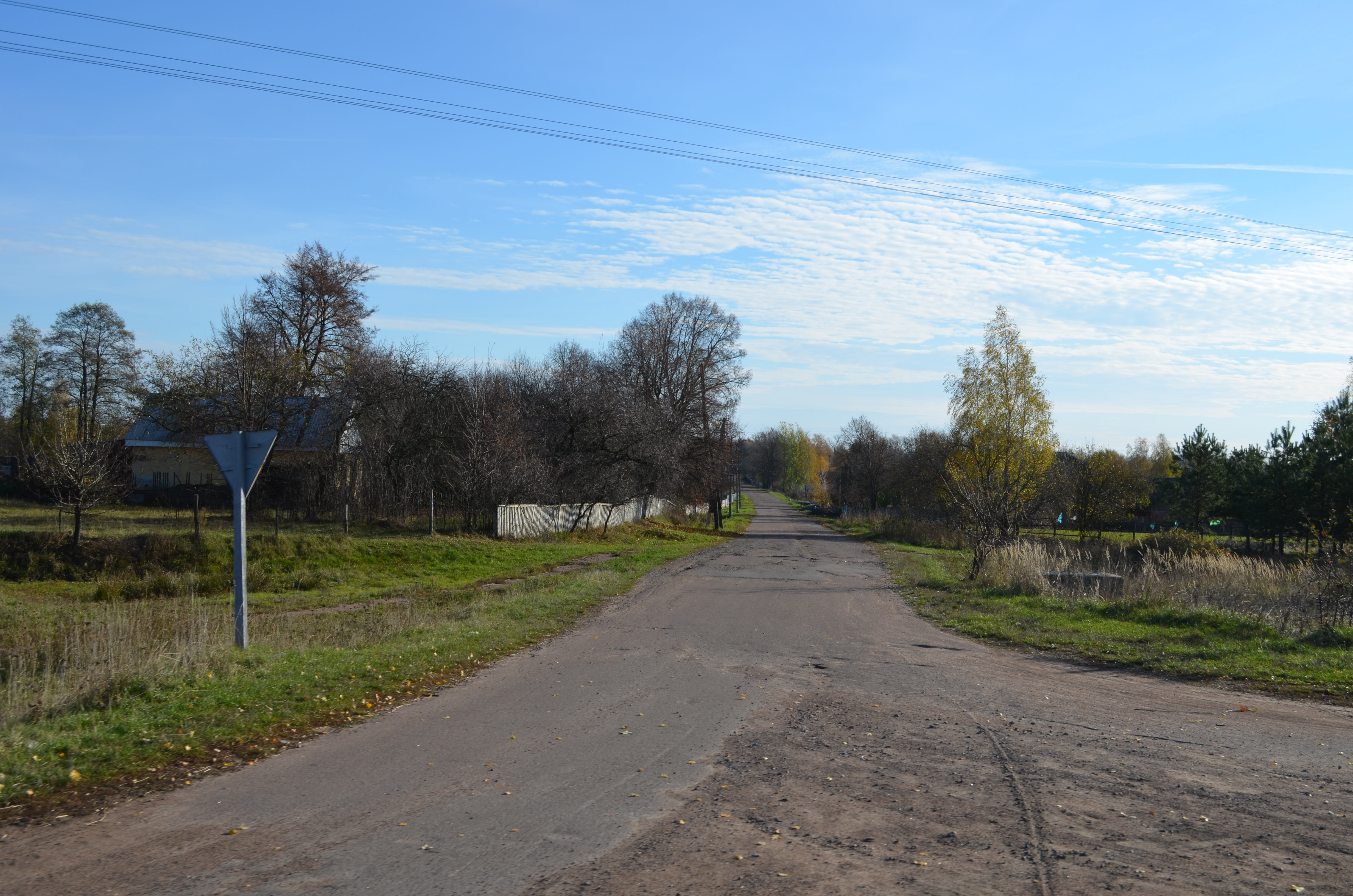
Ulica
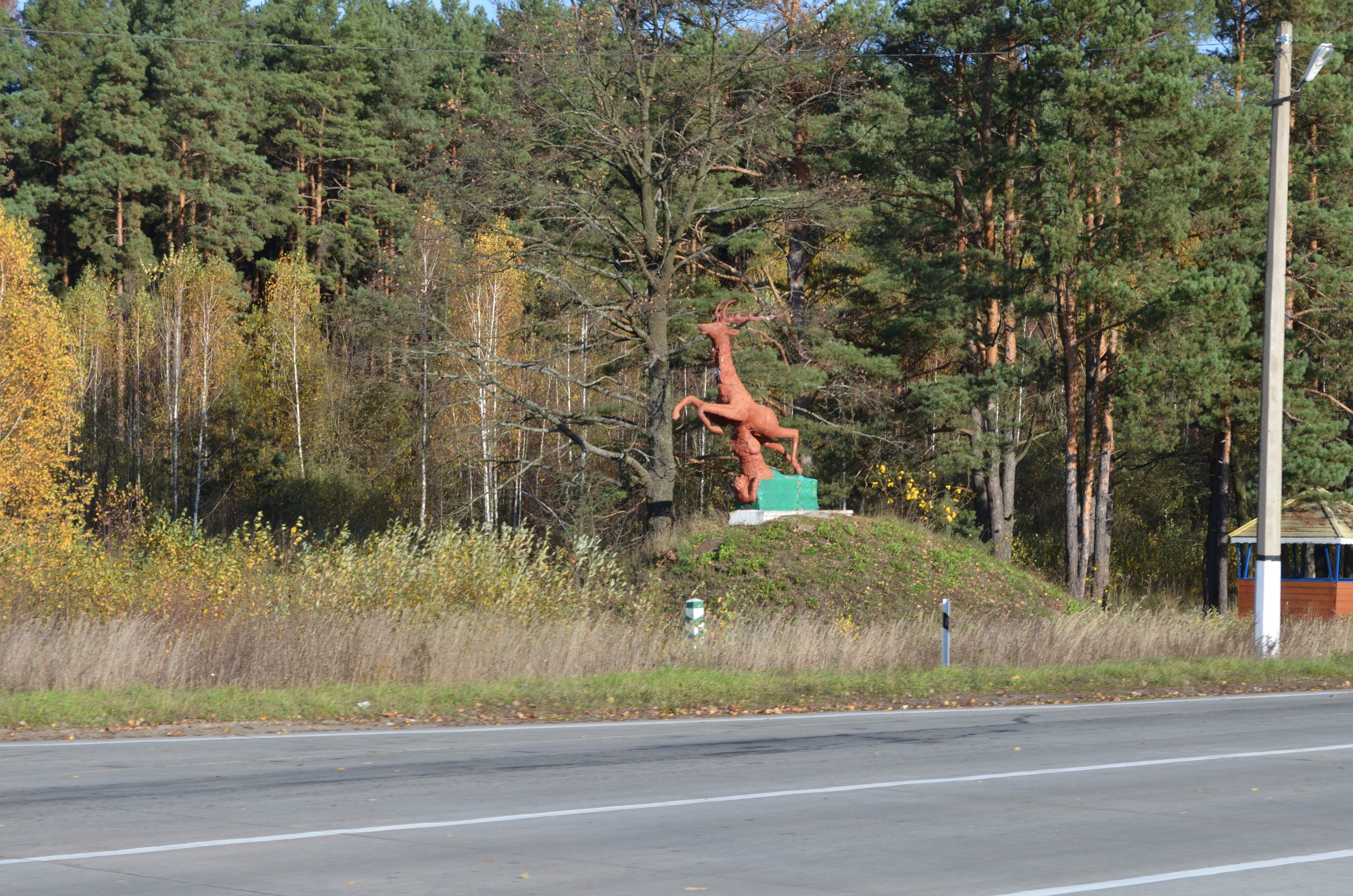
Na obrzeżach wsi
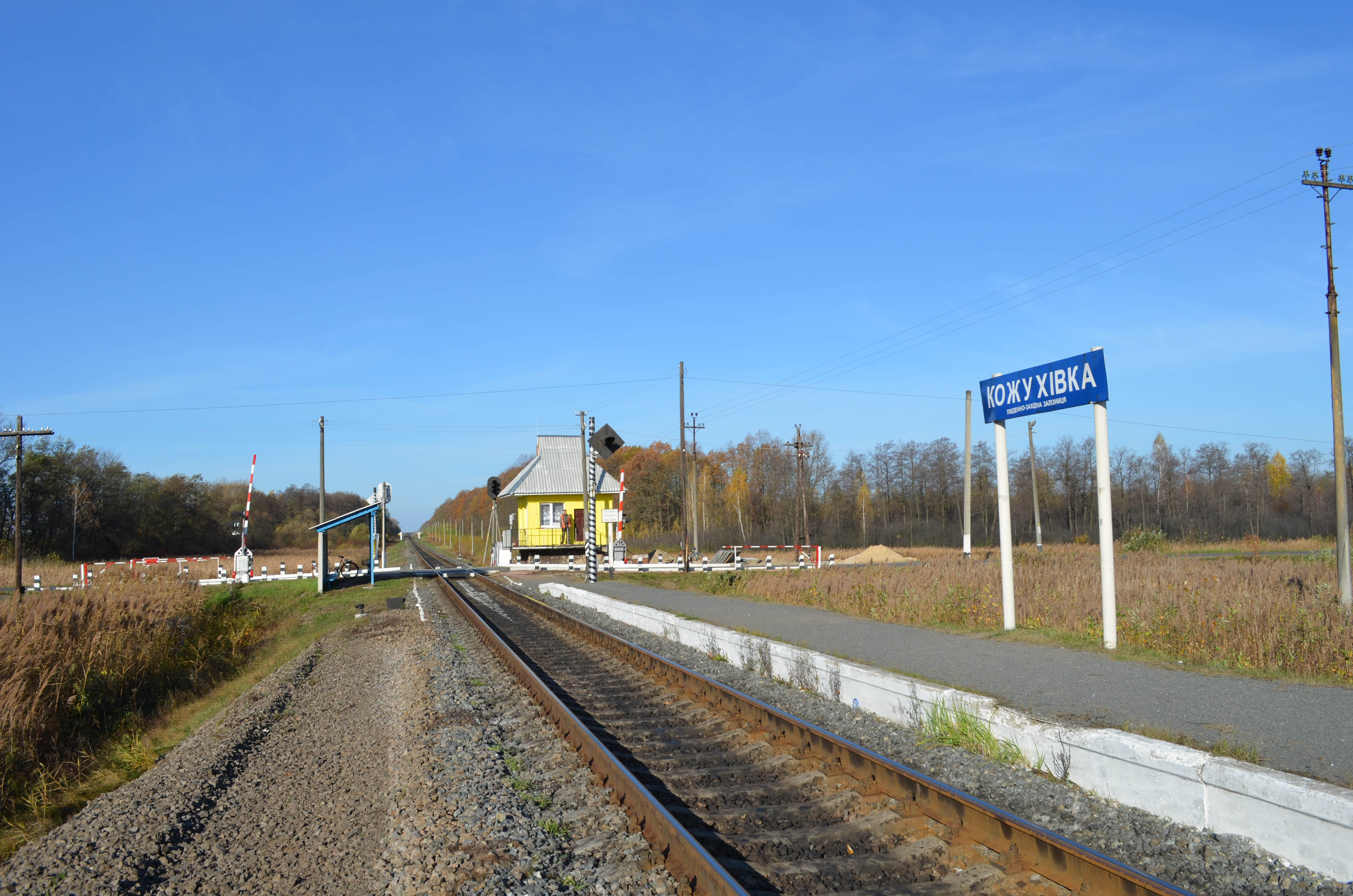
Przystanek kolejowy „Kożuchiwka”